# Attentatforsøget på Donald Trump september 2024
Den 15. september 2024 overlevede Donald Trump – den tidligere amerikanske præsident og den nominerede republikanske præsidentkandidat ved valget i 2024 – et attentatforsøg, mens han spillede golf på Trump International Golf Club i West Palm Beach, Florida. En mistænkt, senere identificeret som den 58-årige Ryan Wesley Routh, blev set gemme sig i buskadset i nærheden, mens han rettede en riffel mod et medlem af Trumps sikkerhedsteam. En Secret Service-agent skød mod Routh, som flygtede fra stedet og senere blev fanget i Martin County. Embedsmænd mener, at Routh havde til hensigt at skyde Trump, og Routh blev tiltalt den 24. september og anklaget for forsøg på at myrde en præsidentkandidat. Der blev ikke rapporteret om nogle tilskadekomne. Hændelsen fandt sted to måneder efter, at Trump overlevede et tidligere attentatforsøg, mens han talte ved et kampagneevent nær Butler, Pennsylvania .

## Baggrund
Trump International Golf Club, West Palm Beach er tidligere blevet fremhævet som et potentielt lokation for et attentatforsøg på Donald Trumps liv. Hændelsen fandt sted 64 dage efter et tidligere attentatforsøg på Trump ved et kampagneevent nær Butler, Pennsylvania fandt sted, hvor Trump blev skudt og såret i højre øre af en snigskytte. Politiet og diverse embedsmænd sagde efterfølgende, at golfbanens omkreds ikke var fuldt sikret, da Trump ikke var en siddende præsident. Secret Service undersøgte ikke golfbanens omkreds, da Trumps besøg der ikke var en planlagt begivenhed.

## Hændelse
Den 15. september 2024 spillede Donald Trump golf på Trump International Golf Club, West Palm Beach med sin ven Steve Witkoff. Trump gik langs det femte hul, da en Secret Service-agent gennemførte et "sweep" af det sjette hul foran ham, for på denne måde at sikre mod eventuelle trusler. Under dette "sweep" blev en mand set sigte med en riffel mod agenten, mens han gemte sig i en busk cirka 370 meter (400 yards) væk. Den position, som manden befandt sig i, var velkendt som et sted, der ofte blev brugt af paparazzier til at fotografere Trump på hans golfbane. Klokken 13:31 EDT, cirka 12 timer efter mandens ankomst ved golfbanen (kl.1:59), affyrede Secret Service-agenten skud mod manden, efter at have set riffelløbet bevæge sig. Manden tabte derefter sit våben og flygtede i et køretøj. Efter skuddet blev affyret, blev Trump eskorteret væk fra golfbanen af Secret Service. Manden havde ikke frit udsyn til Trump og affyrede ikke sin riffel. Et vidne tog et billede af den mistænktes køretøj og hjalp myndighederne med at spore det. Golfbanen blev lukket ned kort tid efter hændelsen, og det blev rapporteret, at ingen var kommet til skade.
Efter at den bevæbnede mand flygtede fra stedet, blev der udstedt en "vær på udkig"-ordre (engelsk: "be on the lookout" eller blot "BOLO") til politiet med detaljer om den mistænktes bil – en sort Nissan SUV. Efter at have stoppet køretøjet, tvang Martin County Sheriff-afdelings politibetjente chaufføren ud af bilen og arresterede ham. I henhold til Palm Beach County Sheriff-afdeling blev chaufføren tilbageholdt som en person af interesse, mens han kørte nordpå ad Interstate 95 fra Palm Beach County. Sheriffens enheder "ventede [i] et stykke tid" på at stoppe køretøjet for at undgå at deltage i en højhastighedsjagt. En SKS-lignende riffel med et fjernet serienummer, et kikkertsigte, to rygsække indeholdende keramiske fliser – der kunne aflede en kugle – en plastikpose indeholdende mad og et GoPro-kamera, blev fundet på stedet. Chaufføren var ubevæbnet, da han blev anholdt.

## Gerningsmand
Kort efter hændelsen identificerede myndighederne den mistænkte som Ryan Wesley Routh, som var en 58-årig Hawaii-beboer, der havde boet det meste af sit liv i Greensboro, North Carolina.
Routh havde en historik med politiske aktiviteter online og offline, og hans politiske engagement går tilbage til mindst 1996. afstemmeregistreret viste, at han ikke stemte ved valget i 2016, men i et Twitter-opslag fra 2020 hævdede han at have stemt på Trump i 2016 og fortrød det efterfølgende. I en selvudgivet e-bog fra 2023 skrev han om sin formodede tidligere støtte til Trump og sagde: "Jeg er mand nok til at sige, at jeg fejlbedømte og lavede en frygtelig fejl". Han opfordre i sin bog Iran til at myrde Trump, fordi USA – under Trump – var trådt ud af JCPOA. Routh fordømte Stormen på United States Capitol den 6. januar 2021 som værende "begået af Donald Trump og hans udemokratiske væssen".
Efter sin desillusion med Trump annoncerede Routh sin støtte til forskellige politiske modstandere af Trump, herunder både demokratiske og republikanske præsidentkandidater. Derudover har Routh doneret $140 til demokratiske formål siden 2019 og er registreret i North Carolina som en uafhængig vælger. Han stemte ved North Carolinas demokratiske primærvalg i 2024.
Routh havde tidligere været i politiets søgelys, herunder havde han en dom fra 2002 for "besiddelse af et massedøds- og ødelæggelsesvåben" efter at have barrikaderet sig selv i en bygning med et fuldautomatisk våben. Som en del af en aftale med retssystemet, havde han indvilligede i at gennemgå en mental sundhedsevaluering og accepterede de anbefalede behandlinger. Han havde over 100 kriminelle forhold anlagt mod ham i North Carolina, som omfattede kørselsovertrædelser og besiddelse af stjålne genstande. Routh modtog typisk prøveløsladelse eller prøvetid for sine lovovertrædelser, uden at blive fængslet.

## Efterspil

### Anklage
Efter at være blevet anholdt som den potentielle mistænkte, blev Routh anklaget for to lovovertrædelser: besiddelse af et skydevåben (som tidligere dømt forbryder), og besiddelse af et skydevåben med serienummeret fjernet. Mindre end et døgn efter anholdelsen blev han set smile og grine med sin advokat. Optagelser af hans anholdelse blev også frigivet til offentligheden. Routh blev den 24. september anklaget for at have forsøgt at myrde en præsidentkandidat, samt "overfalde en føderal embedsmand" og "besidde et skydevåben til at fremme en voldsforbrydelse."

### Undersøgelse
Federal Bureau of Investigation leder efterforskningen af hændelsen, med USA's Secret Service og Palm Beach County Sheriff-afdeling, der også deltager. FBI behandler hændelsen som et attentatforsøg.
På dagen for attentatforsøget blev Rouths motiv beskrevet som ukendt. Kort tid efter hændelsen forbandt politiet nummerpladerne til Nissan SUV'en – som Routh havde brugt – til en 2012 Ford-lastbil, der var blevet rapporteret som stjålet. Vidnet, der oprindeligt så den flygtende mistænkte mand, identificerede Routh, efter at han var blevet varetægtsfængslet. Mobiltelefondata fra Rouths telefon viste, at han var ankommet til golfbanen klokken klokken 1:59, hvorefter han havde ventet i omkring 12 timer.
Otte dage efter attentatforsøget, den 23. september 2024, offentliggjorde de amerikanske anklagere et brev, der angiveligt var skrevet af Routh flere måneder før hans anholdelse, hvori det stod:
| Citat | Dear World, This was an assassination attempt on Donald Trump but I failed you. I tried my best and gave it all the gumption I could muster. It is up to you now to finish the job; and I will offer $150,000 to whomever can complete the job. | Citat |
|       | |       |

Et unavngivet vidne havde kontaktet myndighederne den 18. september og oplyst, at Routh havde afleveret en æske med brevet i sit hus flere måneder før hændelsen. Vidnet åbnede kassen efter hændelsen. I henhold til myndighederne indikerer brevet, at Routh kan have planlagt attentatforsøget i flere måneder, og samtidig erkendt måneder i forvejen, at han muligvis mislykkedes.
Floridas guvernør Ron DeSantis lovede at åbne en undersøgelse på delstats-niveau af attentatforsøget.